# Glochidion rubrum
Glochidion rubrum är en emblikaväxtart som beskrevs av Carl Ludwig von Blume. Glochidion rubrum ingår i släktet Glochidion och familjen emblikaväxter.

## Underarter
Arten delas in i följande underarter:
- G. r. brevistylum
- G. r. rubrum

## Bildgalleri

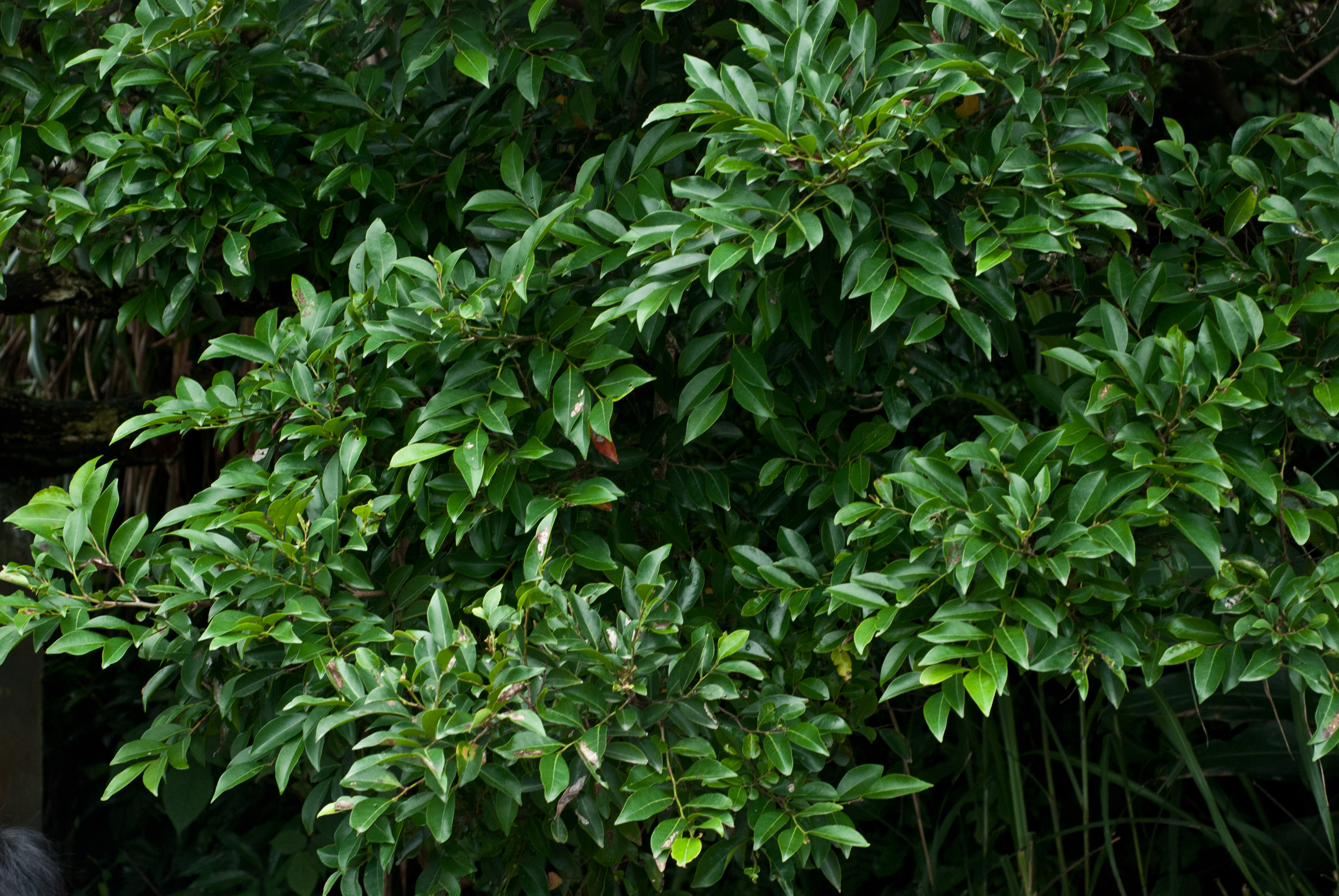